# Херцогство Прусия
Вижте пояснителната страница за други значения на Прусия.
Херцогство Прусия (на немски: Herzogtum Preußen; на латински: Ducatus Prussiae; на полски: Prusy Książęce; на литовски: Prūsijos kunigaikštystė) е немско херцогство, основано през 1525 г., по време на протестантската Реформация, в източните части на разделения Тевтонски орден според Втория мирен договор в Торун от 1466 г. То се нарича през 17 век също Бранденбургска Прусия.
Съществува от 1525 до 1618 г. Резиденция na Херцогство Прусия от 9 май 1525 г. е Кьонигсберг (днес Калининград).
Последният 37-и велик магистър на Тевтонския орден Албрехт I фон Бранденбург-Ансбах е избран за първия херцог на новото херцогство Прусия. Херцогство Прусия става лютеранско по вероизповедение.
През 1544 г. херцог Албрехт основава университета Albertus-Universität Königsberg в Кьонигсберг.
Според конституцията на херцогската държава водят четири главни съветници управлението: главен граф, главен маршал, държавен дворцов майстор и канцлер.

## Херцози на Прусия
В Кьонигсберг са резиденциите на
1525 – 1568 Албрехт
1568 – 1618 Албрехт Фридрих 1568 – 1618 с регенти
За известно време в Кьонигсберг живеят
1577 – 1603 маркграф Георг Вилхелм, администратор
1603 – 1608 курфюрст Йоахим Фридрих, регент
1608 – 1619 курфюрст Йохан Сигизмунд, корегент
1619 – 1640 курфюрст Георг Вилхелм
1640 – 1688 Фридрих Вилхелм (Великият курфюрст)
1680 – 1701 курфюрст Фридрих III, 1701 крал на Прусия като Фридрих I
На 18 януари 1701 г. се образува Кралство Прусия (1701 – 1918) с крал Фридрих I.